# Madame X: Music from the Theater Xperience
 Madame X: Music from the Theater Xperience è un album dal vivo della cantautrice statunitense Madonna, pubblicato l'8 ottobre 2021.

## Descrizione
Il disco è frutto delle registrazioni avvenute durante le sei tappe Coliseu dos Recreios di Lisbona nelle date dal 12 e 23 gennaio 2020 del suo undicesimo tour mondiale, il Madame X Tour. L'album è stato pubblicato in concomitanza con il documentario Madame X, trasmesso in streaming da Paramount+ ed MTV a partire dallo stesso giorno della pubblicazione del disco.
L'album è stato pubblicato solo in formato digitale e per le piattaforme streaming e segna il ritorno ufficiale della cantante alla Warner Records a distanza di undici anni dall'ultima pubblicazione con l'etichetta (l'album live Sticky & Sweet Tour).
Il brano iniziale denominato Intro consiste nel Madame X Manifesto, suonato sulla base di I Don't Search I Find nella versione remixata da Honey Dijon e contiene anche un segmento del discorso della cantante ai Billboard Women in Music Awards 2016, in occasione del premio ricevuto come Donna dell'anno. Human Nature contiene una versione a cappella di Express Yourself, così come un discorso delle sue figlie Esther, Stella e Mercy James. Welcome to My Fado Club contiene elementi di La Isla Bonita, Medellín e Sodade. Breathwork è un interlude dance strumentale che contiene alcuni elementi di Rescue Me. Future contiene una seconda strofa solista. I brani Crave e Sodade, eseguiti nella scaletta, sono stati esclusi dalla tracklist finale.

## Tracce
1. Intro – 1:38 (Madonna, Dave Hall, Shawn McKenzie, Kevin McKenzie, Michael Deering, Mirwais Ahmadzaï, Jason Evigan, Brittany Hazzard)
2. God Control – 5:59 (Madonna, Mirwais Ahmadzaï)
3. Dark Ballet – 4:33 (Madonna, Mirwais Ahmadzaï)
4. Human Nature – 7:03 (Madonna, Dave Hall, Shawn McKenzie, Kevin McKenzie, Michael Deering)
5. Vogue – 4:11 (Madonna, Shep Pettibone)
6. I Don't Search I Find – 4:45 (Madonna, Mirwais Ahmadzaï)
7. American Life – 4:18 (Madonna, Mirwais Ahmadzaï)
8. Batuka – 6:17 (Madonna, Mirwais Ahmadzaï, David Banda)
9. Fado Pechincha (feat. Gaspar Varela) – 1:41 (João Linhares Barbosa, D. João Barnabé de Noronha)
10. Killers Who Are Partying – 4:34 (Madonna, Mirwais Ahmadzaï)
11. Crazy – 4:48 (Madonna, Khalif Malik Ibn Shaman Brown, Brittany Talia Hazzard, Mike Dean)
12. Welcome to My Fado Club – 1:52 (Madonna, Patrick Leonard, Bruce Gaitsch)
13. Medellín – 6:32 (Madonna, Mirwais Ahmadzaï, Juan Luis Londoño Arias, Edgar Barrera)
14. Extreme Occident – 3:45 (Madonna, Mirwais Ahmadzaï)
15. Breathwork – 3:21 (Madonna, Shep Pettibone)
16. Frozen – 6:17 (Madonna, Patrick Leonard)
17. Come Alive – 5:34 (Madonna, Jeff Bhasker, Brittany Talia Hazzard)
18. Future – 4:00 (Madonna, Thomas Pentz, Brittany Talia Hazzard, Quavious Keyate Marshall)
19. Like a Prayer – 5:09 (Madonna, Patrick Leonard)
20. I Rise – 6:19 (Madonna, Jason Evigan, Brittany Talia Hazzard)

## Classifiche
| Classifica (2021) | Posizione massima |
| ----------------- | ----------------- |
| Francia           | 152               |
| Spagna            | 82                |